# Acqua per occhi rossi
Acqua per occhi rossi è un singolo del cantautore italiano Gaudiano, pubblicato il 25 settembre 2020 contestualmente al singolo Le cose inutili.

## Tracce
1. Acqua per occhi rossi – 2:55